# Primer ministre de Croàcia

Escut de Croàcia

El Primer Ministre de Croàcia és anomenat oficialment "President del govern de la República de Croàcia" (Predsjednik Vlade Republike Hrvatske).

## Història
Inicialment, des de la constitució de 22 de desembre de 1990, Croàcia té un sistema semipresidencialista, la qual cosa vol dir que el president de Croàcia té amplis poders executius, inclosos el nomenament del primer ministre i la dissolució del govern. Després de les eleccions de 2000 es formà un govern presidit pel SDP i va reformar la constitució reduint els poders del president i reforçant les del parlament, del govern i del primer ministre. Això ha fet de Croàcia un sistema semiparlamentarista. Així, el càrrec de primer ministre esdevé més poderós que el de president.

## Llista de Caps de Govern de Croàcia (1945–actual)

### República Socialista de Croàcia(1945–1991)

#### Ministre per a Croàcia (part del govern iugoslau)
- Pavle Gregorić (7 de març de 1945 – 1945)

#### Primer Ministre
- Vladimir Bakarić (14 d'abril de 1945 – 6 de febrer de 1953)

#### Presidents del Consell Executiu
- Vladimir Bakarić (6 de febrer – desembre de 1953)
- Jakov Blažević (Desembre de 1953 – juliol de 1962)
- Zvonko Brkić (juliol de 1962 – juny de 1963)
- Mika Špiljak (juny de 1963 – maig de 1967)
- Savka Dabčević-Kučar (maig de 1967 – maig de 1969)
- Dragutin Haramija (maig de 1969 – desembre de 1971)
- Ivo Perišin (Desembre de 1971 – abril de 1974)
- Jakov Sirotković (abril de 1974 – 9 de maig de 1978)
- Petar Fleković (9 de maig de 1978 – juliol 1980)
- Ante Marković (juliol de 1980 – 20 de novembre 1985)
- Ema Derossi-Bjelajac (20 de novembre de 1985 – 10 de maig de 1986)
- Antun Milović (10 de maig de 1986 – 30 de maig de 1990)

### República de Croàcia(1991–present)

#### Primers Ministres
| Nom               | Inici                  | Fi                     | Partit polític                               |
| ----------------- | ---------------------- | ---------------------- | -------------------------------------------- |
| Stjepan Mesić     | 30 maig de 1990        | 24 d'agost de 1990     | HDZ                                          |
| Josip Manolić     | 24 d'agost de 1990     | 17 de juliol de 1991   | HDZ                                          |
| Franjo Gregurić   | 17 de juliol de 1991   | 12 d'agost de 1992     | HDZ - en un govern d'unitat nacional amb SDP |
| Hrvoje Šarinić    | 12 d'agost de 1992     | 3 d'abril de 1993      | HDZ                                          |
| Nikica Valentić   | 3 d'abril de 1993      | 7 de novembre de 1995  | HDZ                                          |
| Zlatko Mateša     | 7 de novembre de 1995  | 27 de gener de 2000    | HDZ                                          |
| Ivica Račan       | 27 de gener de 2000    | 23 de desembre de 2003 | SDP - en coalició                            |
| Ivo Sanader       | 23 de desembre de 2003 | 6 de juliol de 2009    | HDZ – en coalició                            |
| Jadranka Kosor    | 6 de juliol de 2009    | 23 de desembre de 2011 | HDZ - en coalició                            |
| Zoran Milanović   | 23 de desembre de 2011 | 22 de gener de 2016    | SDP - en coalició                            |
| Tihomir Orešković | 22 de gener de 2016    | 19 d'octubre de 2016   | Independent - amb el suport de HDZ           |
| Andrej Plenković  | 19 d'octubre de 2016   | actualitat             | HDZ - en coalició                            |